# تازة كند (مقاطعة تشالدران)
تازة كند (بالفارسية: تازه کند) هي منطقة سكنية تقع في أذربيجان الغربية في إيران. يقدر عدد سكانها بـ 20 نسمة .